# Station Shinjuku
Station Shinjuku (新宿駅, Shinjuku-eki) is het belangrijkste treinstation van het westelijke stadscentrum van Tokio in Japan. Het station ligt in de speciale wijk Shinjuku, hoewel het zuidelijke deel van het station in de speciale wijk Shibuya ligt. Een groot aantal spoorlijnen van Japan Railways en particuliere spoorwegmaatschappijen, en ook verscheidene metrolijnen doen het station aan.
Shinjuku station wordt iedere dag door gemiddeld 3,64 miljoen reizigers gebruikt, heeft meer dan 200 in- en uitgangen, vele honderden winkels en restaurants en is daarmee veruit het drukste treinstation in de wereld. Het dient als het knooppunt voor het spoorwegverkeer tussen het centrale deel van Tokio en de westelijke voorsteden.
In het verleden zijn er plannen geweest om Shinjuku deel te laten maken van het Shinkansen-netwerk van hogesnelheidstreinen. Het plan was om het station het eindpunt van de Joetsu Shinkansen-lijn naar Niigata te maken, maar dit plan werd nooit uitgevoerd. Nog steeds is er een ruimte onder het station gereserveerd voor perrons voor Shinkansen-treinen.

## Geschiedenis
Station Shinjuku werd in 1885 geopend als een station aan de Japan Railway Akabane-Shinagawa lijn, die nu deel uitmaakt van de Yamanote-lijn rond het centrale deel van Tokio. Shinjuku was toen nog een rustig plaatsje, en er waren niet veel passagiers. De opening van de Chuo-lijn in 1889, Keio-lijn in 1915 en de Odakyu-lijn in 1923 leidde tot een aanzienlijke toename van het verkeer door het station. In 1959 werden de eerste metrolijnen op het station aangesloten.
Het station was een belangrijke locatie voor de studentenprotesten in 1968 en 1969, een tijd van veel burgerlijke onrust in het naoorlogse Japan.

## Galerij

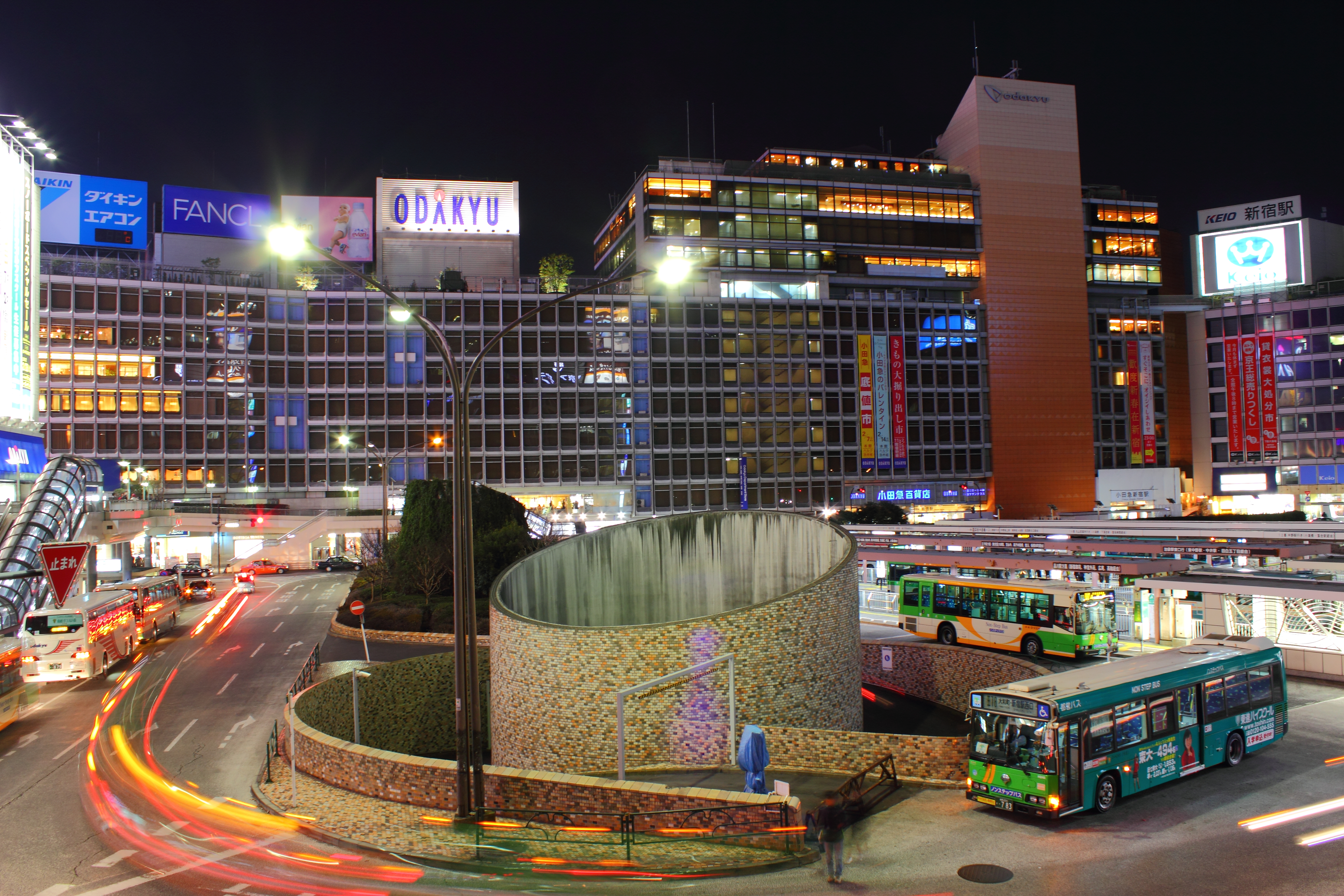
De zuidzijde van Station Shinjuku bij nacht
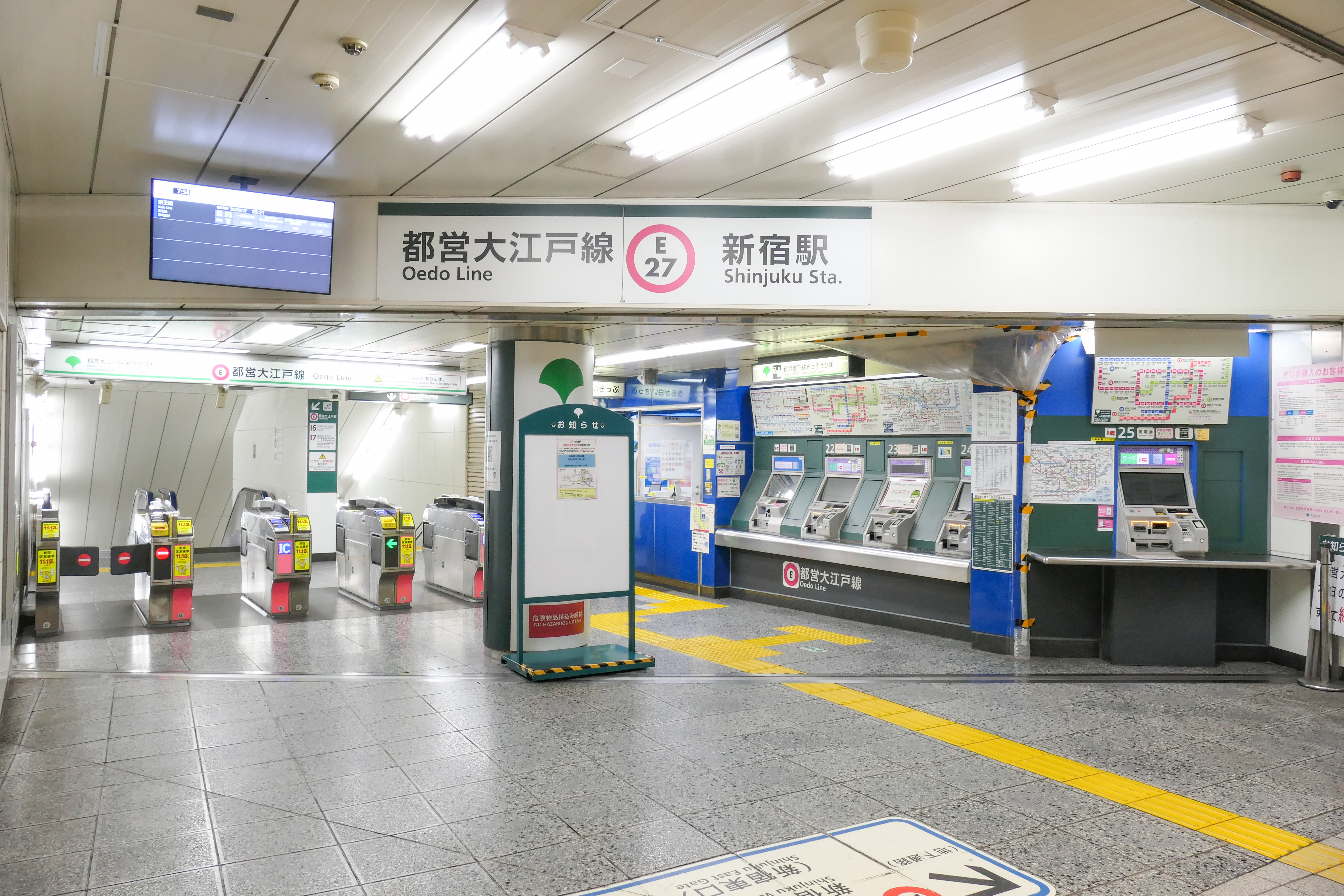
Oedo-lijn
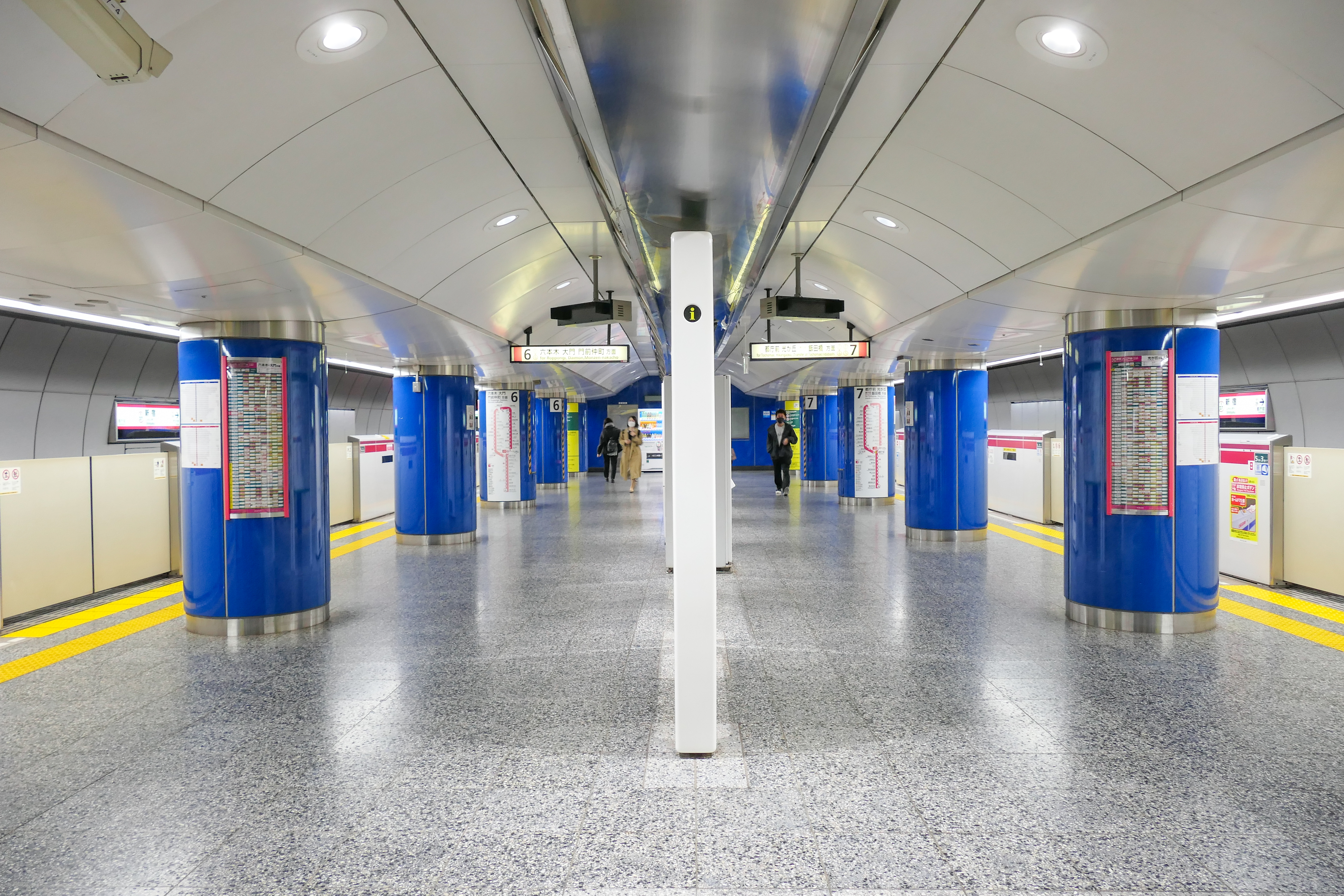
Oedo-lijn

Shinagawa · Ōsaki · Gotanda · Meguro · Ebisu · Shibuya · Harajuku · Yoyogi · Shinjuku · Shin-Ōkubo · Takadanobaba · Mejiro · Ikebukuro · Ōtsuka · Sugamo · Komagome · Tabata · Nishi-Nippori · Nippori · Uguisudani · Ueno · Okachimachi · Akihabara · Kanda · Tokio · Yūrakuchō · Shinbashi · Hamamatsuchō · Tamachi · Shinagawa